# Leyla Qasim

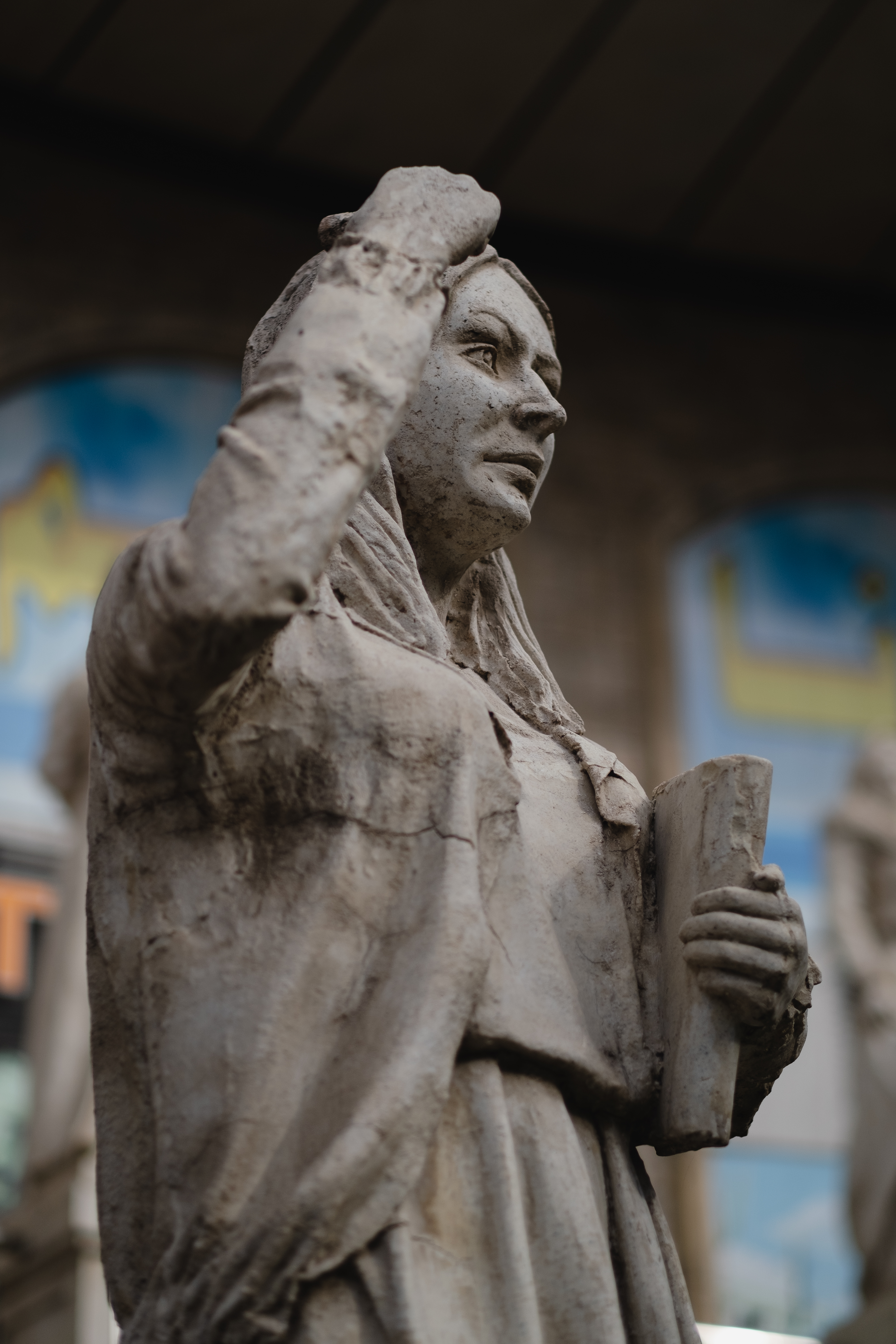
Statue von Leyla Qasim in Erbil

Leyla Qasim (kurdisch لەیلا قاسم, arabisch ليلى قاسم; * 1952 in Chanaqin; † 12. Mai 1974 in Bagdad) war eine kurdische Aktivistin im Irak und Dissidentin des irakischen Baath-Regime.

## Biografie
Qasim wurde als drittes von fünf Kindern in eine Familie von Bauern geboren. In ihrem Geburtsort Chanaqin besuchte Qasim die Grundschule und schloss die weiterführende Schule mit dem Abitur ab. Nachdem sich ihre Familie in Baghdad niederließ, schrieb sie sich 1971 für das Studienfach Soziologie an der Universität Bagdad ein. In ihre Studienzeit fiel das Erstarken der irakischen Baath-Partei, welche durch einen von Ahmad Hasan al-Bakr geführten Militärputsch 1968 an die Macht kam. Saddam Hussein wurde nach dem Militärputsch zum stellvertretender Generalsekretär des Revolutionären Kommandorates sowie Chef des Ministeriums für Staatssicherheit und des Propagandaministeriums.
Im Alter von 18 Jahren entschied sich Qasim gemeinsam mit ihrem älteren Bruder in die von Mustafa Barzani geführte Demokratische Partei Kurdistan einzutreten. Mit Beginn ihres Studiums engagierte sie sich zunehmend in der Kurdistan Studentenunion und lernte dort Cewad Hemewendî kennen. Beide verliebten sich ineinander und waren bis zu ihrer Festnahme auch gemeinsam politisch aktiv.
Nachdem Qasim mit vier weiteren Freunden, darunter auch Cewad Hemewendî, am 28. April 1974 verhaftet wurde, soll sie sich während einer gerichtlichen Anhörung wie folgt geäußert haben:

„Tötet mich, aber ihr sollt wissen, dass durch meinen Tod Tausende Kurden aus einem tiefen Schlaf erwachen werden. Ich bin sehr glücklich, meine Seele für den Weg zu einem freien Kurdistan zu opfern.“

Qasim und ihre vier Freunde wurden 14 Tage nach ihrer Festnahme in Bagdad hingerichtet.  